# Бяловежа (Накельський повіт)
Бяловежа (пол. Białowieża, нім. Bialowierz) — село в Польщі, у гміні Мроча Накельського повіту Куявсько-Поморського воєводства.
Населення — 287 осіб (2011).
У 1975-1998 роках село належало до Бидгощського воєводства.

## Демографія
Демографічна структура станом на 31 березня 2011 року:
|          | Загалом | Допрацездатний вік | Працездатний вік | Постпрацездатний вік |
| -------- | ------- | ------------------ | ---------------- | -------------------- |
| Чоловіки | 142     | 39                 | 89               | 14                   |
| Жінки    | 145     | 34                 | 80               | 31                   |
| Разом    | 287     | 73                 | 169              | 45                   |